# Bar Podlaski w Warszawie
Bar Podlaski – nieistniejąca warszawska restauracja znajdująca się przy ul. Nowogrodzkiej 15, róg ul. Kruczej.

## II wojna światowa
Podczas okupacji niemieckiej wstęp do lokalu mieli jedynie funkcjonariusze SS i policji hitlerowskiej. Nad barem mieścił się dom publiczny, także Nur für Deutsche.
10 maja 1943 Grupa Specjalna Gwardii Ludowej Okręg Warszawa Miasto pod dowództwem Tadeusza Domańskiego „Tadka” przeprowadziła tam zamach odwetowy za śmierć kolegów: „Zawiszy”, „Wiktora” i Sawickiej. Tadeusz Kur „Ignac” i Artur Siciński „Samuel” wrzucili do lokalu dwa granaty, raniąc dwóch niemieckich żołnierzy i prostytutkę.
Drugi zamach na ten sam lokal miał miejsce 23 października 1943, kiedy to siedmiu członków GL-ZWM pod dowództwem Lecha Kobylińskiego „Konrad” przeprowadziło akcję, w wyniku której zginęło lub zostało rannych wielu Niemców, zginął także granatowy policjant. Żołnierze Gwardii Ludowej nie ponieśli strat w ludziach.